# Polish Juniors 2009
Das Polish Juniors 2009 fand als bedeutendstes internationales Nachwuchsturnier von Polen im Badminton vom 16. bis zum 18. Januar 2009 statt. Es war die 20. Auflage der Veranstaltung.

## Sieger und Platzierte
| Disziplin    | Gold                               | Silber                           | Bronze                              |
| ------------ | ---------------------------------- | -------------------------------- | ----------------------------------- |
| Herreneinzel | Alexandre Françoise                | Thomas Rouxel                    | Marek Teller                        |
| Herreneinzel | Alexandre Françoise                | Thomas Rouxel                    | Maxime Michel                       |
| Dameneinzel  | Mariya Ulitina                     | Natalya Voytsekh                 | Yelyzaveta Zharka                   |
| Dameneinzel  | Mariya Ulitina                     | Natalya Voytsekh                 | Aneta Wojtkowska                    |
| Herrendoppel | Petr Jelínek Marek Teller          | Florian Gauthier Maxime Michel   | Matthias Bertsch Grigori Varabyov   |
| Herrendoppel | Petr Jelínek Marek Teller          | Florian Gauthier Maxime Michel   | Paul Demmelmayer Bernd Thormann     |
| Damendoppel  | Mariya Ulitina Natalya Voytsekh    | Petra Hofmanová Šárka Křížková   | Audrey Chaillou Marie Maunoury      |
| Damendoppel  | Mariya Ulitina Natalya Voytsekh    | Petra Hofmanová Šárka Křížková   | Belinda Heber Alexandra Mathis      |
| Mixed        | Alexandre Françoise Marion Luttman | Florian Gauthier Audrey Fontaine | Thomas Rouxel Andréa Vanderstukken  |
| Mixed        | Alexandre Françoise Marion Luttman | Florian Gauthier Audrey Fontaine | Mykola Dmitrishin Yelyzaveta Zharka |